# روبرت ليدلي
روبرت ليدلي (بالإنجليزية: Robert Ledley)‏ (و. 1926 – 2012 م) هو عالم وظائف الأعضاء من الولايات المتحدة الأمريكية . ولد في نيويورك .
توفي عن عمر يناهز 86 عاماً.

## التعليم
تعلم في جامعة نيويورك

## جوائز
حصل على جوائز منها:
- قلادة العلوم الوطنية الأمريكية في مجال التكنولوجيا والإبتكار (1997).